# Nakhimov (huyện)
Huyện Nakhimov (tiếng Ukraina: Нахімовський район, chuyển tự: Nakhimovs’kyi raion) là một huyện của thành phố Sevastopol thuộc Ukraina. Huyện Nakhimov có diện tích 311 km², dân số theo điều tra dân số ngày 5 tháng 12 năm 2001 là 121982 người với mật độ 392 người/km2. 